# Pleasant Hill (Carolina del Norte)
Pleasant Hill es un lugar designado por el censo (en inglés, census-designated place, CDP) situado en el condado de Wilkes, Carolina del Norte, Estados Unidos. Según el censo de 2020, tiene una población de 831 habitantes.

## Geografía
La localidad está ubicada en las coordenadas 36°15′15″N 80°53′41″O / 36.25417, -80.89472 (36.254037, -80.894621). Según la Oficina del Censo, tiene una superficie de 6.69 km² de tierra y 0.002 km² de agua.

## Demografía
Según el censo de 2000, en ese momento los ingresos medios de los hogares de la localidad eran de $29,643 y los ingresos medios de las familias eran de $43,750. Los ingresos per cápita para la localidad eran de $19.530. Los hombres tenían ingresos medios por $27,917 frente a los $24,779 que percibían las mujeres. Alrededor del 7.6% de la población estaba bajo la línea de pobreza nacional.
De acuerdo con la estimación 2017-2021 de la Oficina del Censo, los ingresos medios de los hogares de la localidad son de $77,744 y los ingresos medios de las familias son de $78,555. No hay personas bajo la línea de pobreza viviendo en la localidad.